# ارویر
ارویر (به ایتالیایی: Arvier) یک کومونه در ایتالیا است که در واله دائوستا واقع شده‌است.

## خصوصیات
ارویر ۳۳ کیلومترمربع مساحت و ۸۵۸ نفر جمعیت دارد و ۷۷۶ متر بالاتر از سطح دریا واقع شده‌است.